# Retsch (Zeitung)
Retsch (russ. Речь, Die Rede) war der Name einer russischen Tageszeitung der Konstitutionell-Demokratischen Partei, die in Sankt Petersburg seit dem 23. Februarjul. / 8. März 1906greg. unter der Redaktion von Pawel Nikolajewitsch Miljukow und I.W. Hessen herausgegeben wurde.
Die Zeitung vertrat die Interessen des Bürgertums in Russland. Sie wurde durch das Petersburger Revolutionäre Militärkomitee am 26. Oktoberjul. / 8. November 1917greg. verboten. Nach drei Wochen wurde die Zeitung erneut herausgegeben und erschien bis August 1918 unter den Namen Nascha Retsch, Swobodnaja Retsch, Wek, Nowaja Retsch und Nasch Wek.